# 恩斯特·洪伯格
恩斯特·洪伯格（荷蘭語：Ernst Homburg，1952年8月2日—）是荷兰马斯特里赫特大学科学技术史名誉教授。他发表了《荷兰和欧洲19世纪至20世纪化学与技术史》一书。